# Volta a Portugal
La Volta a Portugal és la competició ciclista per etapes més important de Portugal. Es disputa el mes d'agost des del 1927, tot i que hi ha hagut alguna interrupció. L'espanyol David Blanco és el ciclista amb més victòries, amb cinc.
En el període de 1940 a 1980 al cursa durava tres setmanes, com les Grans Voltes, però a partir dels 80 es va reduir a dues setmanes. Des del 2005 s'ha reduït a 10 o 11 etapes.
Els guanyadors de les edicions del 2017, 2018 i 2021 foren desqualificats per dopatge. La Unió Ciclista Internacional va atorgar el primer lloc del 2017 i el 2018 a Amaro Antunes i Joni Brandão, tot i que la Federació Portuguesa de Ciclisme no ha confirmat mai aquests resultats.

## Palmarès
| Any                                                 | Vencedor                          | Segon                          | Tercer                         |
| --------------------------------------------------- | --------------------------------- | ------------------------------ | ------------------------------ |
| 1927                                                | Augusto de Carvalho               | Manuel Nunes De Abreu          | Quirino De Oliveira            |
| 1928-1930 No disputada                              |                                   |                                |                                |
| 1931                                                | José Maria Nicolau                | Alfredo Trindade               | João Francisco                 |
| 1932                                                | Alfredo Trindade                  | José Maria Nicolau             | Carlos Domingos Leal           |
| 1933                                                | Alfredo Trindade                  | Ezequiel Lino                  | César Luís                     |
| 1934                                                | José Maria Nicolau                | Ezequiel Lino                  | Adelino Aguiar da Cunha        |
| 1935                                                | César Luís                        | José Marquez                   | Filipe Moreira de Melo         |
| 1936-1937 No disputada                              |                                   |                                |                                |
| 1938                                                | José Albuquerque                  | Filipe Moreira de Melo         | José Fernandes                 |
| 1939                                                | Joaquim Fernandes                 | António Bartolomeu             | Joaquim Martins De Aguiar      |
| 1940                                                | José Albuquerque                  | Joaquim Martins De Aguiar      | Adelino Aguiar da Cunha        |
| 1941                                                | Francisco Inácio                  | José Martins (ciclista)        | José Aniceto Bruno             |
| 1942-1945 No disputada per la Segona Guerra Mundial |                                   |                                |                                |
| 1946                                                | José Martins (ciclista)           | Fernando Moreira               | João Rebelo                    |
| 1947                                                | José Martins (ciclista)           | João Rebelo                    | Império Dos Santos             |
| 1948                                                | Fernando Moreira                  | Emilio Rodríguez Barros        | João Rebelo                    |
| 1949                                                | Dias dos Santos                   | Attilio Lambertini             | Joaquim Gonçalves De Sá        |
| 1950                                                | Dias dos Santos                   | Mario Fazio                    | Moreira de Sá                  |
| 1951                                                | Alves Barbosa                     | Manuel Rodríguez Barros        | Emilio Rodríguez Barros        |
| 1952                                                | Moreira de Sá                     | Emilio Rodríguez Barros        | Manuel Rodríguez Barros        |
| 1953-1954 No disputada                              |                                   |                                |                                |
| 1955                                                | José Manuel Ribeiro da Silva      | Sousa Santos Sr.               | Alves Barbosa                  |
| 1956                                                | Alves Barbosa                     | José Manuel Ribeiro da Silva   | João Marcelino                 |
| 1957                                                | José Manuel Ribeiro da Silva      | Sousa Santos Sr.               | Agostinho Ferreira             |
| 1958                                                | Alves Barbosa                     | Sousa Cardoso                  | Aquiles Dos Santos             |
| 1959                                                | Carlos Carvalho                   | Jorge Corvo                    | Sousa Santos Sr.               |
| 1960                                                | Sousa Cardoso                     | Antonio Baptista               | Antonio Gómez del Moral        |
| 1961                                                | Mário Silva                       | Augusto Marcaletti             | Alberto Carvalho               |
| 1962                                                | José Pacheco                      | João Peixoto Alves             | Jorge Corvo                    |
| 1963                                                | João Henrique Roque dos Santos    | Jorge Corvo                    | João Peixoto Alves             |
| 1964                                                | Joaquim Leão                      | Jorge Corvo                    | João Henrique Roque dos Santos |
| 1965                                                | João Peixoto Alves                | João Henrique Roque dos Santos | Mário Silva                    |
| 1966                                                | Francisco Valada                  | João Peixoto Alves             | Sérgio Páscoa                  |
| 1967                                                | Antoon Houbrechts                 | João Henrique Roque dos Santos | Manuel Correia                 |
| 1968                                                | Américo Silva                     | Joaquim Agostinho              | Leonel Miranda                 |
| 1969                                                | Joaquim Andrade                   | Fernando Mendes dos Reis       | Mário Silva                    |
| 1970                                                | Joaquim Agostinho                 | Firmino Bernardino             | José Florencio                 |
| 1971                                                | Joaquim Agostinho                 | Alain Santy                    | Firmino Bernardino             |
| 1972                                                | Joaquim Agostinho                 | José Martins Freitas           | José Luis Galdamez             |
| 1973                                                | Jesús Manzaneque Sánchez          | Fernando Mendes dos Reis       | José Martins Freitas           |
| 1974                                                | Fernando Mendes dos Reis          | Dinis Alves da Silva           | Antonio Lopes Martins          |
| 1975 No disputada                                   |                                   |                                |                                |
| 1976                                                | Firmino Bernardino                | António Fernandes              | Floriano Mendes                |
| 1977                                                | Adelino Teixeira                  | Joaquim Sousa Santos           | Joaquim Andrade                |
| 1978                                                | Belmiro Silva                     | Armindo Lúcio                  | Adelino Teixeira               |
| 1979                                                | Joaquim Sousa Santos              | Belmiro Silva                  | Fernando Fernandes             |
| 1980                                                | Francisco Alves Miranda           | Luís Vargues                   | Belmiro Silva                  |
| 1981                                                | Manuel Zeferino                   | Venceslau Fernandes            | Fernando Fernandes             |
| 1982                                                | Marco Chagas                      | Adelino Teixeira               | Manuel Zeferino                |
| 1983                                                | Marco Chagas                      | António Pinto                  | Belmiro Silva                  |
| 1984                                                | Venceslau Fernandes               | Manuel Zeferino                | Manuel Cunha                   |
| 1985                                                | Marco Chagas                      | Eduardo Correia                | Venceslau Fernandes            |
| 1986                                                | Marco Chagas                      | Benedicto Ferreira             | António Pinto                  |
| 1987                                                | Manuel Cunha                      | Manuel De Sa Neves             | Fernando Fernandes             |
| 1988                                                | Cayn Theakston                    | Jorge Silva                    | Joaquim Gomes                  |
| 1989                                                | Joaquim Gomes                     | Cássio Freitas                 | António Alves                  |
| 1990                                                | Fernando Carvalho                 | Joaquim Gomes                  | Jorge Silva                    |
| 1991                                                | Jorge Silva                       | Orlando Rodrigues              | Vicente Ridaura                |
| 1992                                                | Cássio Freitas                    | Quintino Rodrigues             | Manuel Luis Abreu Campos       |
| 1993                                                | Joaquim Gomes                     | Vítor Manuel Gamito Gomes      | Luis Espinosa                  |
| 1994                                                | Orlando Rodrigues                 | Vítor Manuel Gamito Gomes      | Joaquim Gomes                  |
| 1995                                                | Orlando Rodrigues                 | Quintino Rodrigues             | Delmino Pereira                |
| 1996                                                | Massimiliano Lelli                | Vítor Manuel Gamito Gomes      | Manuel Luis Abreu Campos       |
| 1997                                                | Zenon Jaskuła                     | Wladimir Belli                 | Joaquim Gomes                  |
| 1998                                                | Marco Serpellini                  | Orlando Rodrigues              | Wladimir Belli                 |
| 1999                                                | David Plaza Romero                | Vítor Manuel Gamito Gomes      | Melcior Mauri i Prat           |
| 2000                                                | Vítor Manuel Gamito Gomes         | Claus Michael Møller           | Andrei Zíntxenko               |
| 2001                                                | Fabian Jeker                      | Andrei Zíntxenko               | Juan Miguel Mercado Martín     |
| 2002                                                | Claus Michael Møller              | Joan Horrach i Ripoll          | Rui Sousa                      |
| 2003                                                | Nuno Ribeiro                      | Claus Michael Møller           | Rui Lavarinhas                 |
| 2004                                                | David Bernabeu Armengol           | David Arroyo Durán             | Nuno Ribeiro                   |
| 2005                                                | Vladímir Iefimkin                 | Cândido Barbosa                | Adolfo García Quesada          |
| 2006                                                | David Blanco Rodríguez            | Héctor Guerra García           | Cândido Barbosa                |
| 2007                                                | Xavier Tondo i Volpini            | Cândido Barbosa                | Héctor Guerra García           |
| 2008                                                | David Blanco Rodríguez            | Héctor Guerra García           | Rubén Plaza Molina             |
| 2009                                                | David Blanco Rodríguez            | David Bernabeu Armengol        | Rubén Plaza Molina             |
| 2010                                                | David Blanco Rodríguez            | David Bernabeu Armengol        | Sergio Pardilla Bellón         |
| 2011                                                | Ricardo Mestre Correira           | André Cardoso                  | Rui Sousa                      |
| 2012                                                | David Blanco Rodríguez            | Hugo Sabido                    | Rui Sousa                      |
| 2013                                                | Alejandro Marque Porto            | Gustavo César Veloso           | Rui Sousa                      |
| 2014                                                | Gustavo César Veloso              | Rui Sousa                      | Delio Fernández Cruz           |
| 2015                                                | Gustavo César Veloso              | Joni Brandão                   | Alejandro Marque Porto         |
| 2016                                                | Rui Vinhas                        | Gustavo César Veloso           | Daniel Silva                   |
| 2017                                                | Raúl Alarcón García Amaro Antunes | Vicente García de Mateos Rubio | Rinaldo Nocentini              |
| 2018                                                | Raúl Alarcón García Joni Brandão  | Vicente García de Mateos Rubio | Edgar Pinto                    |
| 2019                                                | João Rodrigues                    | Joni Brandão                   | Gustavo César Veloso           |
| 2020                                                | Amaro Antunes                     | Gustavo César Veloso           | Frederico Figueiredo           |
| 2021                                                | Amaro Antunes                     | Mauricio Moreira               | Alejandro Marque Porto         |
| 2022                                                | Mauricio Moreira                  | Frederico Figueiredo           | António Carvalho               |
| 2023                                                | Colin Stüssi                      | Txomin Juaristi                | António Carvalho               |
| 2024                                                | Artiom Nitx                       | Colin Stüssi                   | Abner González                 |
| 2025                                                |                                   |                                |                                |